# Gonanticlea
Gonanticlea is een geslacht van vlinders van de familie spanners (Geometridae), uit de onderfamilie Larentiinae.

## Soorten
- G. albizona Prout, 1928
- G. amplior Thierry-Mieg, 1910
- G. anticleata Moore, 1888
- G. aversa Swinhoe, 1892
- G. euclidiata Snellen, 1881
- G. hyposcia Prout
- G. meridionata (Walker, 1862)
- G. multistriata Warren, 1896
- G. occlusata Felder, 1875
- G. ochreivittata Bastelberger, 1909
- G. penicilla Prout, 1932
- G. pulcherrima Holloway, 1979
- G. siphla Prout, 1939
- G. subfalcata Wileman, 1914
- G. sublustris Warren, 1903